# Gimme! Gimme! Gimme! (A Man After Midnight)
〈Gimme! Gimme! Gimme! (A Man After Midnight)〉는 스웨덴의 팝 그룹 ABBA의 노래로, 컴필레이션 앨범 《Greatest Hits Vol. 2》의 수록곡이다. 1979년 북미·유럽 투어 홍보를 위해 신곡으로 발표되었다.